# オンラインカジノ
オンラインカジノ（英: Online casino）は、コンピュータネットワーク上で仮想的に開帳される賭博場（カジノ）である。略称は｢オンカジ｣。

## 日本
日本からのアクセス数は2021年に世界第3位、2022年には世界第4位を記録している。日本国内からの利用は賭博罪に該当するため犯罪であり、実際に利用者が摘発された例もある。
日本国内においてオンラインカジノサイトを開設・運営することは賭博場開帳図利罪に該当し、違反すれば非常に重い刑罰が適用される。なお、運営やサーバーが海外にあっても日本向けにサービスを提供することは違法である。
たとえ運営やサーバーが海外にあっても、日本からアクセスし、ベットすると犯罪となる。
「法的にグレーゾーンだから違法ではない」「海外で合法のサイトだから日本の法律は適用されない」といった類の話は全て誤りであり、現状、日本国内において合法にオンラインカジノを開設や運営、利用できる方法はない。
インターネット上のギャンブルゲームは社会問題の一端と指摘されているが、国や警察による取り締まりが不十分であることを報道機関から指摘されている。また、2021年から2023年まで無料版オンラインカジノに関連するCMをBS-TBSやテレビ朝日などが放送し、放送局が違法性のあるオンラインカジノの利用者を間接的に増加させた側面もあるのではないかという批判も存在している。国際カジノ研究所の調査によると、オンラインカジノの日本国内利用者は、オンラインカジノが普及し始めた2023年から2024年の1年間だけでも推計で346万人に上るとされている。
日本国内からの接続は違法とされているにも関わらず、2025年4月時点で日本語で利用できるオンラインカジノは90以上にも上る。
2025年に入ると、 海外のオンラインカジノを利用した芸人が警察に事情聴取される事例が相次ぎ、謝罪や活動自粛を行った。また、プロ野球でもオンラインカジノの利用履歴の洗い出しが行われた（プロ野球オンラインカジノ利用問題）。この他にも卓球選手や放送局のアナウンサーでもオンラインカジノを利用していたことが発覚し、番組出演の自粛や資格停止処分などが行われている。

### オンラインカジノに関する現状・見解
日本政府は2013年10月の第185回国会における答弁にて「犯罪の成否については、捜査機関が収集した証拠に基づいて個々に判断すべき事柄であることから、政府として、お答えすることは差し控えるが、一般論としては、賭博罪・賭博開張図利罪が成立することがあるものと考えられる」と述べている。
運営会社が賭博を合法とする国にある場合、アクセス記録などの証拠が収集しにくく捜査が困難とされるが、警察庁は日本国内からの接続は違法として検挙している。
日本で回収した金銭を海外の賭博業者に渡す国内の違法な決済代行業者を摘発する事は可能であるため、2020年代になって取り締まりの動きが上がっている。
日本語によるオンラインカジノに関するサイトは2012年頃から存在していたが、新型コロナウイルスによる在宅時間増加の影響やスマートフォンで完結する手軽さ、更に著名人を起用した無料版サイトの広告（CM）が放送局や新聞などで放映及び掲載されたことからアクセス数が急増しており、それに比例する形で日本語によるオンラインカジノに関するサイトの数も増えている。
当時内閣総理大臣であった岸田文雄は2022年6月に野党議員からオンラインカジノについて問われた際に「オンラインカジノは違法なものであり、関係省庁が連携をした上で厳正な取り締まりを行わなければならない」との見解を示した。
2025年2月、総務省は、オンラインカジノへのアクセスを遮断するブロッキング措置について、有識者と検討を始めることを発表。同年3月21日、政府は、違法オンラインカジノ対策を柱とするギャンブル依存症対策推進基本計画を閣議決定した。
2025年6月、『改正ギャンブル等依存症対策基本法』が成立し、2025年9月25日から施行される。これにより、オンラインカジノの広告や誘導行為（SNS投稿、紹介サイトなど）も厳しく禁止され、違反者には罰則が科される可能性がある。 

### 事件
- 2016年（平成28年）
  - 2月 - 千葉県警察より決済サービス「NetBanQ」の運営者が逮捕され、その利用者であったオンラインカジノプレイヤー数名が家宅捜索を受けた[24]。
  - 3月11日 - 京都府警察により国外に拠点があるオンラインカジノ「スマートライブカジノ」の個人利用客が全国で初めて逮捕された[25][26]。
  - 6月10日 - 京都府警察により実際の運営拠点は日本国内にあると判断されたネットカジノ「ドリームカジノ」の運営者5名が逮捕された[27]。

- 2017年（平成29年）1月 - 「NetBanQ」に関連し家宅捜索を受けていたプレイヤーのうち一名が略式起訴を受け入れずに裁判で争う姿勢を見せ、結果的に不起訴となった[28]。

- 2022年（令和4年）
  - 4月 - COVID-19の影響で生活に困窮する世帯への給付金4630万円を誤送金された山口県阿武郡阿武町の24歳の男性が、「オンラインカジノで負けて全額喪失した」として返還を拒否したため、電子計算機使用詐欺罪容疑で逮捕されている。マネーロンダリングも指摘されている[29][30]。
  - 9月 - オンラインカジノを通じ、マルチ商法に不正に勧誘したとして、大阪府警察が名古屋市内の十数人のグループを特定商取引法違反（事実の不告知、書面不交付）容疑で逮捕[31]。

- 2023年（令和5年）
  - 6月 - 神戸市立須磨海浜水族園の公式サイトを装ってオンラインカジノなどへ誘導する偽装サイトが開設されていることが判明し、神戸市は注意を呼び掛けている。2020年に公式サイト移行に際して手放した旧公式サイトのドメインが悪用されたものと見られている[32][33]。
  - 9月 - 日本国内の居住者に向けオンラインカジノの決済代行業を行ったとして、沖縄県宮古島市の2人を常習賭博幇助の疑いで逮捕[34]。

- 2024年（令和6年）
  - 2月20日 - オンライン麻雀への賭けを提供するサイトの運営者が賭博開帳図利容疑で逮捕された。これはオンラインカジノ運営における賭博開帳図利容疑での全国初のケースである[35][36]。
  - 5月8日 - 水戸地方裁判所において、オンラインカジノによる賭博を配信していたユーチューバーに対し、常習賭博罪により懲役1年執行猶予3年の有罪判決が言い渡された。裁判によるオンラインカジノユーザーに対する有罪判決は初の事例となった。
- 2025年（令和7年）6月 - 2024年9月からの約8か月間にわたって、海外に拠点を置くオンラインカジノサイトにて約1億円を賭けていた疑いで警視庁がフジテレビの男性社員を常習賭博容疑で逮捕[37]。

## アジア
フィリピンでは、フィリピン域外ゲーム事業者（POGO）と呼ばれる中国系オンライン賭博場が一時期流行ったが、オンライン詐欺や人身売買などのあらゆる犯罪の温床であったことから、フェルディナンド・マルコス大統領が2024年末までに閉鎖するようにしたことから廃業が相次いだ。
カンボジア南部やフィリピンの首都マニラを拠点とする詐欺集団が、2018年ごろにオンラインカジノの勝敗を操作する詐欺を行った。
中国系の違法なオンラインカジノを運営していたとして、佘智江が国際指名手配されている。

## 欧米

### 北米

#### カナダ
カナダの刑法では、州政府および州政府から認可を受けた慈善団体のみが国内でカジノを運営できると規定されている。一方で、ケベック州カナワクのファースト・ネーションは、独自のギャンブル法を制定できる主権国家（イロコイ連邦）であるという立場を利用して、起訴されることなく、350近くのオンラインカジノサイトのライセンスを取得し、ホストしている。

### ヨーロッパ

#### スイス
スイスでは2018年6月の国民投票でスイス国内の認定業者に限って解禁する新法が賛成多数で可決された。なお法規制ではヨーロッパで最も厳しい部類に入るとされる。

#### ドイツ
ドイツでは2008年の州間ギャンブル協定でオンライン・ゲーミングは違法とされていたが、欧州委員会からEU法違反との指摘を受け、2012年の新しい州間ギャンブル協定からオンライン・スポーツ・ベッティングをライセンス方式で合法とした。一方、州間ギャンブル協定に参加していなかったシュレスヴィヒ・ホルシュタイン州は、2012年に独自にオンライン・カジノのライセンスに関する法律を制定していたが、2013年に州間ギャンブル協定に参加して法律を廃止した。

#### ベルギー
ベルギーでは2011年1月に賭博法を発効してオンラインギャンブルを許可しているが、非常に厳しい条件と監視の下でのみ可能である。

## 医学的影響
2007年、イギリスの医学誌『British Medical Journal（BMJ）』に掲載された論文は、インターネットギャンブルが精神症状を伴うパーキンソン病患者に与える影響について危険と述べている。